# Tony Gakens
Tony Gakens (ur. 27 listopada 1947 w Geetbets) – belgijski kolarz szosowy, brązowy medalista mistrzostw świata.

## Kariera
Największy sukces w karierze Tony Gakens osiągnął w 1970 roku, kiedy zdobył brązowy medal w wyścigu ze startu wspólnego amatorów podczas mistrzostw świata w Leicester. W zawodach tych wyprzedzili go jedynie Duńczyk Jørgen Schmidt oraz inny Belg - Ludo Van Den Linden. Był to jednak jedyny medal wywalczony przez Gakensa na międzynarodowej imprezie tej rangi. Ponadto wygrał między innymi Omloop der Vlaamse Gewesten w 1970 roku, Omloop der Zuid-West-Vlaamse Bergen w 1971 roku, Halle–Ingooigem w 1972 oraz Omloop Schelde-Durme rok później. W 1970 roku został także wicemistrzem Belgii w wyścigu ze startu wspólnego amatorów. Nigdy nie wystąpił na igrzyskach olimpijskich. Jako zawodowiec startował w latach 1970-1979.